# فرانتس کساور ولفگانگ موتسارت
فرانتس کساور ولفگانگ موتسارت (به آلمانی: Franz Xaver Wolfgang Mozart) (زادهٔ ۲۶ ژوئیهٔ ۱۷۹۱ - درگذشتهٔ ۲۹ ژوئیهٔ ۱۸۴۴) آهنگساز، نوازنده پیانو، رهبر ارکستر و مدرس موسیقی اهل اتریش بود.
او آخرین فرزند ولفگانگ آمادئوس موتسارت و کُنستانتسه وِبِر بود و موسیقی را زیرنظر آنتونیو سالیری، یوهان نپوموک هومل و یوهان آلبرشتس‌برگر آموخت.